# Xã Big Bend, Quận Republic, Kansas
Xã Big Bend (tiếng Anh: Big Bend Township) là một xã thuộc quận Republic, tiểu bang Kansas, Hoa Kỳ. Năm 2010, dân số của xã này là 177 người.